# Entre-deux-Guiers
Entre-deux-Guiers és un municipi francès situat al departament de la Isèra i a la regió d'Alvèrnia-Roine-Alps. L'any 2007 tenia 1.668 habitants.

## Demografia

### Població
El 2007 la població de fet d'Entre-deux-Guiers era de 1.668 persones. Hi havia 661 famílies de les quals 176 eren unipersonals (73 homes vivint sols i 103 dones vivint soles), 206 parelles sense fills, 203 parelles amb fills i 76 famílies monoparentals amb fills.
La població ha evolucionat segons el següent gràfic:
Habitants censats

### Habitatges
El 2007 hi havia 775 habitatges, 675 eren l'habitatge principal de la família, 32 eren segones residències i 68 estaven desocupats. 636 eren cases i 136 eren apartaments. Dels 675 habitatges principals, 501 estaven ocupats pels seus propietaris, 162 estaven llogats i ocupats pels llogaters i 12 estaven cedits a títol gratuït; 8 tenien una cambra, 32 en tenien dues, 120 en tenien tres, 204 en tenien quatre i 312 en tenien cinc o més. 525 habitatges disposaven pel capbaix d'una plaça de pàrquing. A 316 habitatges hi havia un automòbil i a 285 n'hi havia dos o més.

### Piràmide de població
La piràmide de població per edats i sexe el 2009 era:
| Homes | Edats   | Dones |
| ----- | ------- | ----- |
| 0     | 95 o +  | 12    |
| 0     | 90 a 94 | 12    |
| 8     | 85 a 89 | 20    |
| 12    | 80 a 84 | 16    |
| 48    | 75 a 79 | 68    |
| 36    | 70 a 74 | 40    |
| 32    | 65 a 69 | 36    |
| 48    | 60 a 64 | 36    |
| 56    | 55 a 59 | 40    |
| 40    | 50 a 54 | 88    |
| 72    | 45 a 49 | 60    |
| 44    | 40 a 44 | 44    |
| 40    | 35 a 39 | 48    |
| 44    | 30 a 34 | 32    |
| 32    | 25 a 29 | 36    |
| 44    | 20 a 24 | 28    |
| 40    | 15 a 19 | 52    |
| 52    | 10 a 14 | 40    |
| 64    | 5 a 9   | 40    |
| 24    | 0 a 4   | 24    |

## Economia
El 2007 la població en edat de treballar era de 965 persones, 726 eren actives i 239 eren inactives. De les 726 persones actives 655 estaven ocupades (341 homes i 314 dones) i 69 estaven aturades (35 homes i 34 dones). De les 239 persones inactives 103 estaven jubilades, 56 estaven estudiant i 80 estaven classificades com a «altres inactius».

### Ingressos
El 2009 a Entre-deux-Guiers hi havia 687 unitats fiscals que integraven 1.666,5 persones, la mediana anual d'ingressos fiscals per persona era de 18.156 €.

### Activitats econòmiques
Dels 79 establiments que hi havia el 2007, 3 eren d'empreses alimentàries, 2 d'empreses de fabricació de material elèctric, 14 d'empreses de fabricació d'altres productes industrials, 13 d'empreses de construcció, 16 d'empreses de comerç i reparació d'automòbils, 3 d'empreses de transport, 6 d'empreses d'hostatgeria i restauració, 1 d'una empresa d'informació i comunicació, 3 d'empreses immobiliàries, 3 d'empreses de serveis, 11 d'entitats de l'administració pública i 4 d'empreses classificades com a «altres activitats de serveis».
Dels 20 establiments de servei als particulars que hi havia el 2009, 1 era una oficina de correu, 3 tallers de reparació d'automòbils i de material agrícola, 1 paleta, 1 guixaire pintor, 5 fusteries, 2 lampisteries, 1 electricista, 2 perruqueries, 3 restaurants i 1 agència immobiliària.
Dels 8 establiments comercials que hi havia el 2009, 1 era un supermercat, 1 una botiga de menys de 120 m², 3 fleques, 1 una carnisseria, 1 una botiga d'electrodomèstics i 1 una floristeria.
L'any 2000 a Entre-deux-Guiers hi havia 7 explotacions agrícoles que ocupaven un total de 207 hectàrees.

## Equipaments sanitaris i escolars
L'únic equipament sanitari que hi havia el 2009 era una farmàcia.
El 2009 hi havia 2 escoles elementals. Entre-deux-Guiers disposava d'un col·legi d'educació secundària amb 282 alumnes.

## Poblacions més properes
El següent diagrama mostra les poblacions més properes.